# 青少年反吸煙委員會

青少年反吸煙委員會標誌。

青少年反吸煙委員會（英語：Youth Committee on Anti-smoking，簡稱 YCAS），是香港政府認可的團體，於2004年5月31日，即世界不吸煙日成立。該會由數名當時只有十六歲， 致力反吸煙的青少年組成。成立目的是透過舉辦不同活動，凝聚青少年的聲音，令社會關注禁煙問題。該會宣揚無煙訊息，強調吸煙的禍害，希望藉此減少社會上吸煙人士的數目，創造無煙的社區。

## 抱負
- 透過不同類型的活動，宣揚吸煙禍害；
- 喚起社會對禁煙問題的關注。
- 在香港營造一個不吸煙的氣氛。
- 引起青少年對社會事務的關注。
- 致力令反吸煙教育和立法並行。

## 過往活動
- 無煙海報設計比賽
- 義工訓練課程
- 無煙屋苑運動
- 我愛無煙灣仔
- 幹事招募計劃05
- 無煙食肆簽名運動

## 近況
青少年反吸煙委員會於2007年4月1日加入青少年力量成為其下屬會，本會創辦人熊百祥亦於同年5月30日辭去長達3年的主席職務，新任主席為周哲光。另外，青少年反吸煙委員會於2008年8月改名為青少年健康協進會，關注反吸煙及以外的議題。